# 조반니 단돌로

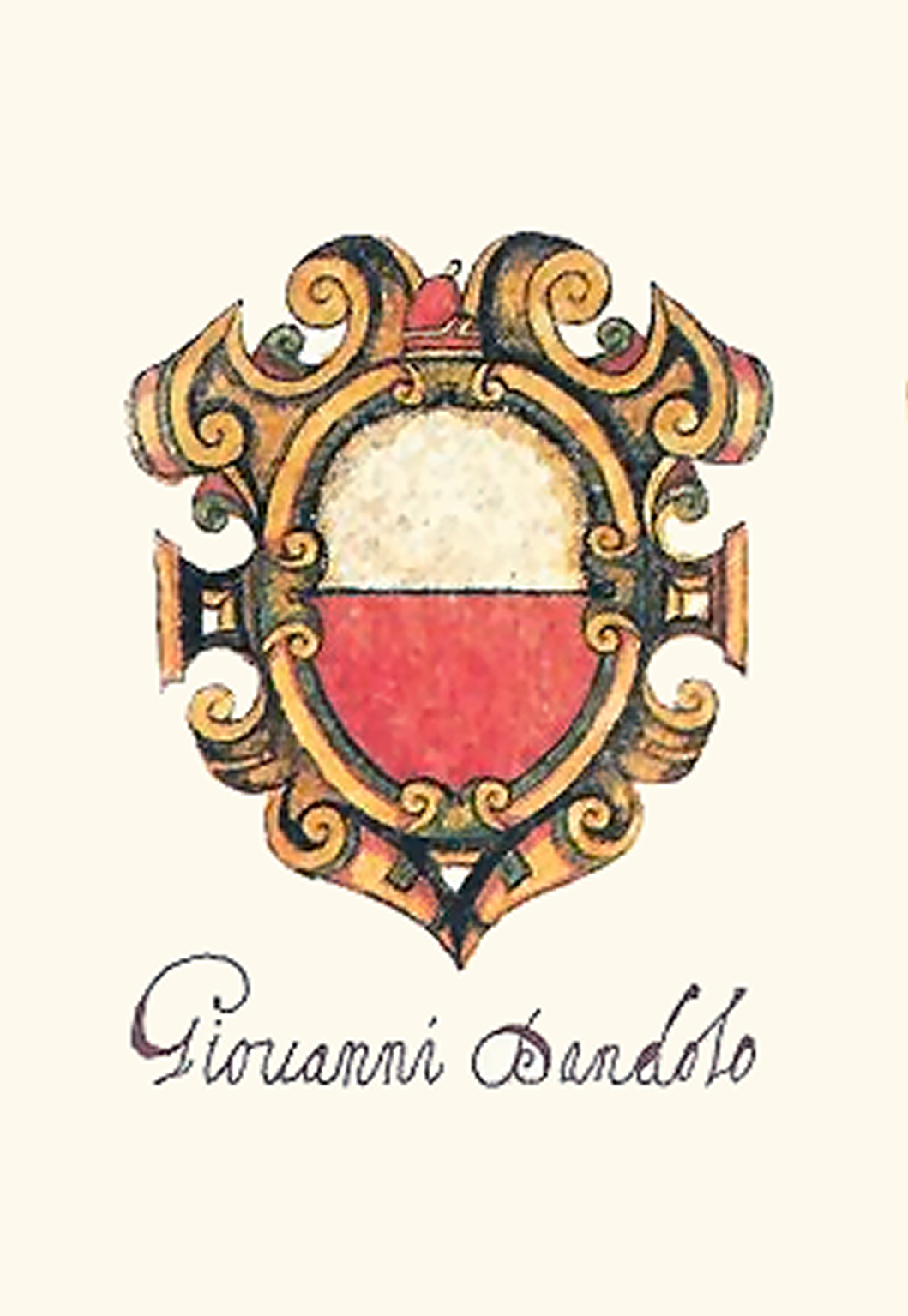
조반니 단돌로의 문장

조반니 단돌로(Giovanni Dandolo)는 제48대 베네치아 공화국의 도제이며, 1280년 3월 31일 늦은 나이에 선출되어 1289년 11월 2일에 사망했다. 그의 재임 기간에 최초의 베네치아의 금화 두카트가 유통되었다.

## 가문
단돌로는 세 명의 베네치아 공화국의 도제를 배출해낸 베네치아의 주요 가문 출신이였다: 조반니의 증조부 엔리코 단돌로, 프란체스코 단돌로, 안드레아 단돌로등. 단돌로 가문 출신의 여성 두 명이 도제와 혼인하기도 했다: 조반나 단돌로와 파스콸레 말리피에로, 칠리아 단돌로와 로렌초 프리울리. 단돌로는 프라 안젤리코, 에우제니오 칸파리, 베니토 무솔리니등 이탈리아 역사의 많은 중요 인물들에의 먼 친척이기도 했다. 조반니 단돌로는 카테리나라는 이름의 여성과 결혼했었다.

## 생애
도제로 선출되기 이전 단돌로는 볼로냐와 파도바의 포데스타, 베네치아 해군 부대의 지휘관등 여러 공직 자리를 거쳤다. 그는 그가 스테판 블라디슬라브와 무역 협정을 체결한 1237년에 라구사의 상업 대표자이기도 했다. 그가 도제 선출 소식을 들었을때, 그는 이스트리아와 트리에스테에 맞서 군사 작전을 벌이던 중이였고, 이 전쟁은 다음 해에 확대되어 베네치아의 영원한 숙적 아퀼레이아 총대주교국, 교황령이 개입되었다. 더 많은 전투가 발생했으며, 단돌로의 도제 재임 시기에도 계속되었다.
안코나와 라벤나 강화 조약을 체결한 후, 단돌로는 지중해 동부 지배권에 대한 베네치아의 경쟁자 비잔티움 제국 황제 미하일 8세 팔레올로고스가 지원한 그리스인 알렉시오 칼레르기스가 일으킨 크레타의 반란을 통해 새로운 전쟁을 벌였다. 이 분쟁은 베네치아 공화국이 앙주의 샤를과 프랑스의 국왕 필리프 3세와 강화 조약을 맺게끔 종결되었고, 오르비에토 조약에서 전자와 동맹을 맺기도 했다.
단돌로의 통치 기간에 교황령과의 관계는 긴장 상태였다. 베네치아는 시칠리아에 보복 활동을 하라는 교황령의 요청을 거부하여, 이에 자극을 받은 교황 마르티노 4세는 베네치아를 파문시켰고, 이는 마르티노의 후임자 교황 호노리오 4세의해 1287년에 풀렸다. 1287년 이스트리아에서 다시 발생한 폭동이 프리울리로 퍼졌다. 아퀼레이아 총대주교국과 동맹을 맺은 독일 황제 루돌프 1세가 개입하면서 전쟁은 커졌고, 베네치아는 강화를 요청할 수 밖에 없었다.

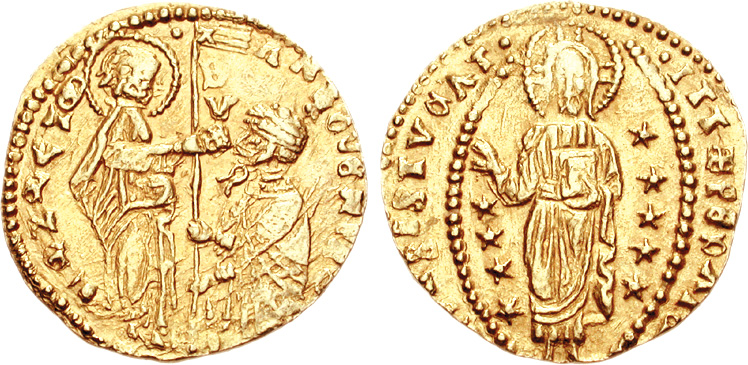
Venetian gold ducat from 1382

1284년에 시간이 흘러 체키노 (Zecchino)라고 알려진 최초의 베네치아 금화 두카트가 보급되었다. 그 두카트는 베네치아 공화국이 멸망할때까지 쓰였고 금 24 캐럿 (99.7%)에 3.56 그램이라는 무게를 항상 유지했다. 이 화페는 베네치아와 무역하는 모든 나라에 퍼져나갔다. 두캇의 명칭은 그리스도의 그림인 Sit tibi Christe datus quem tu regis iste ducatus이 들어간 동전의 뒷면의 글귀에서 유래했다. 각 동전의 앞면에는 베네치아 시의 수호 성인 복음사가 마르코 앞에서 무릎 꿇고 있는 그 시대의 통치하는 도제들이 들어갔다.
단돌로는 산티 조반니 에 파올로 성당에 묻혔다. 무덤은 사라졌고, 도제를 기념하는 글귀가 새겨진 석제 기념비만 존재한다.

## 참고 자료
- Helmut Dumler: Venedig und die Dogen. Düsseldorf 2001.

1. ↑  Staley, Edgcumbe: The dogaressas of Venice : The wives of the doges. London : T. W. Laurie

| 공직                 | 공직                                 | 공직                     |
| -------------------- | ------------------------------------ | ------------------------ |
| 이전 야코포 콘타리니 | 베네치아 공화국의 도제 1280년–1289년 | 이후 피에트로 그라데니고 |